# With God on Our Side
Pistes de The Times They Are a-Changin'
Ballad of Hollis Brown One Too Many Mornings
With God on Our Side est une chanson de Bob Dylan, parue en janvier 1964 sur son troisième album, The Times They Are a-Changin'.
Elle apparaît également sur les albums live The Bootleg Series Vol. 6 (en duo avec Joan Baez) et MTV Unplugged (dans une version abrégée).
La mélodie de With God on Our Side ressemble fortement à celle de The Patriot Game, une chanson écrite par Dominic Behan qui tirait elle-même sa mélodie de la chanson traditionnelle irlandaise The Merry Month of May. Dylan n'a jamais fait de commentaire à ce sujet.

## Paroles
Les paroles de With God on Our Side traitent de l'habitude des hommes à invoquer Dieu ou d'autres puissances supérieures pour ne pas avoir à justifier leurs actes ou à en assumer la responsabilité. La chanson fait référence à plusieurs événements historiques, notamment le massacre des Indiens d'Amérique au XIXe siècle, la guerre de Sécession, la Première Guerre mondiale et la Seconde Guerre mondiale et l'Holocauste, la guerre froide, et la trahison de Jésus par Judas. À l'origine, elle ne fait pas référence à la guerre du Viêt Nam, mais dans les années 1980, Dylan ajoute un couplet abordant ce conflit :
In the nineteen-sixties came the Vietnam War

Can somebody tell me what we're fightin' for?

So many young men died

So many mothers cried

Now I ask the question

Was God on our side?
Le titre de la chanson fait référence à l'Épître aux Romains (8:31) de Saint Paul : « Si Dieu est pour nous, qui sera contre nous ? ».

## Controverse
Dylan affirme que With God on Our Side est une composition originale, mais sa mélodie est très proche de celle de The Patriot Game, une chanson écrite par Dominic Behan en s'inspirant de l'air traditionnel irlandais The Merry Month of May. Accusé de plagiat par Behan, Dylan n'a jamais répondu à ces attaques.
En préambule de son interprétation au festival de folk de Newport en 1963, Dylan déclara :

« Oui, vous savez, Jean Redpath a chanté une chanson ici il y a quelque temps, et j'ai entendu Liam Clancy la chanter il y a deux ans, et en l'écoutant chanter, je me suis dit que jamais, euh, je me suis dit que j'avais écrit cette chanson qui s'appelle With God on Your Side. Et ça a dû me rester dans un coin de la tête pendant que j'écoutais Liam Clancy chanter The Patriot Game. »

Dylan connaissait The Patriot Game, le chanteur folk écossais Nigel Denver lui ayant fait découvrir quelque temps auparavant. L'écrivain et chanteur folk écossais Jim McLean avait déclaré qu'il se rappelait que Dylan lui avait demandé à la fin de l'année 1962 : 

« Qu'est-ce que ça veut dire 'Patriot Game' ?... Je lui ai expliqué les écrits du Dr. Johnson, qui était l'un des auteurs préférés de Dominic, et je lui ai dit que Dominic avait repris le proverbe : "Le patriotisme est le dernier refuge des crapules." »

## En concert
Dylan interprète With God on Our Side sur scène pour la première fois au Town Hall de New York le 12 avril 1963. Il ne l'a que rarement jouée en concert depuis.
Une version en duo avec Joan Baez enregistrée le 31 octobre 1964 au Philharmonic Hall apparaît sur l'album The Bootleg Series Vol. 6: Bob Dylan Live 1964, Concert at Philharmonic Hall, sorti en 2004. La version parue en 1995 sur l'album MTV Unplugged omet les couplets sur l'Holocauste et la guerre froide.

## Reprises et réutilisations
Plusieurs artistes ont repris With God on Our Side :
- Joan Baez sur l'album In Concert, Part 2 (1963)
- Manfred Mann sur l'EP The One in the Middle (1965)
- Hugues Aufray sur l'album Aufray chante Dylan (1965) sous le titre Dieu est à nos côtés
- Ramblin' Jack Elliott sur l'album Bull Durham Sacks & Railroad Tracks (1970), puis à nouveau sur l'album The Long Ride (1999)
- The Neville Brothers sur l'album Yellow Moon (1989)
- Hart-Rouge sur l'album Nod to Bob: An Artists Trib Bob Dylan 60 Birthday (2001)
- Max Romeo sur l'album A Little Time for Jah (2004)

With God on Our Side est jouée durant le générique de fin de deux films : le documentaire sur l'antisémitisme d'Oren Jacoby Constantine's Sword (2007), et la biographie de George W. Bush réalisée par Oliver Stone, W. : L'Improbable Président (2008).